# Universidade Tecnológica Federal do Paraná
Die Universidade Tecnólogica Federal do Paraná (UTFPR) ist eine staatliche brasilianische Universität mit Sitz in Curitiba im Bundesstaat Paraná. Die UTFPR ist die größte Technische Universität in Paraná. Am Hauptstandort in Curitiba sowie an den 12 Dependancen studieren über 24.000 Studierende. Diese werden von rund 2.500 Professoren und Dozenten unterrichtet.

## Geschichte
Während der Amtszeit von Präsident Nilo Peçanha (1909–1910) wurde in vielen brasilianischen Bundesstaaten je eine Technikerschule (Escolas de Aprendizes Artífices) eingerichtet. Der Sitz der im Jahre 1909 gegründeten und 1910 eröffneten Escola de Aprendizes Artífices für den Bundesstaat Paraná wurde dessen Hauptstadt Curitiba. Im Laufe der Jahrzehnte wurde die Technikerschule nach und nach ausgebaut und schließlich zu einer Fachhochschule heraufgestuft. Demgemäß änderte sich mehrfach deren Name:
- Liceu Industrial do Paraná (1937)
- Escola Técnica de Curitiba (1942)
- Escola Técnica Federal do Paraná (1959)
- Centro Federal de Educação Tecnológica do Paraná (1978)

Am 7. Oktober 2005 wurde der Status einer Universität verliehen.

## Standorte außerhalb von Curitiba
Rund zwei Drittel der Studenten studieren an einer der 12 Zweigstellen:
- Apucarana
- Campo Mourão
- Cornélio Procópio
- Curitiba
- Dois Vizinhos
- Francisco Beltrão
- Guarapuava
- Londrina
- Medianeira
- Pato Branco
- Ponta Grossa
- Santa Helena (Paraná)
- Toledo

## Fakultäten
Die UTFPR besteht aus:
- Fakultät für Informatik (Departamento Acadêmico de Informática)
- Fakultät für Physik (Departamento Acadêmico de Fisíca)
- Fakultät für Mathematik und Statistik (Departamento Acadêmico de Matemática)
- Fakultät für Chemie (Departamento Acadêmico de Química)
- Fakultät für Bauingenieurwesen (Departamento Acadêmico de Engenharia Civil)
- Fakultät für Elektrotechnik (Departamento Acadêmico de Engenharia Elétrica)
- Fakultät für Maschinenbau (Departamento Acadêmico de Engenharia Mecânica)
- Fakultät für Sportwissenschaften (Departamento Acadêmico de Educação Física)